# Malhada Sorda
Malhada Sorda é uma freguesia portuguesa do município de Almeida, com 45,77 km² de área e 254 habitantes (censo de 2021). A sua densidade populacional é 5,5 hab./km².

## Topónimo
Malhada significa redil, curral, lugar da recolha do gado. Sorda, cabana. Este vocábulo mantem-se no Castelhano. Testemunhando a transumância e a passagem do gado, situa-se próximo a povoação de Porto de Ovelha.

## Demografia
Nota: Nos censos de 1864 e 1878 figura no concelho de Sabugal. Passou para o atual concelho por decreto de 1 de março de 1883.
A população registada nos censos foi:
| Distribuição da População por Grupos Etários | Distribuição da População por Grupos Etários | Distribuição da População por Grupos Etários | Distribuição da População por Grupos Etários | Distribuição da População por Grupos Etários |
| -------------------------------------------- | -------------------------------------------- | -------------------------------------------- | -------------------------------------------- | -------------------------------------------- |
| Ano                                          | 0-14 Anos                                    | 15-24 Anos                                   | 25-64 Anos                                   | > 65 Anos                                    |
| 2001                                         | 35                                           | 28                                           | 148                                          | 153                                          |
| 2011                                         | 23                                           | 19                                           | 129                                          | 163                                          |
| 2021                                         | 10                                           | 22                                           | 84                                           | 138                                          |

## Património Arquitetónico

### Património Classificado

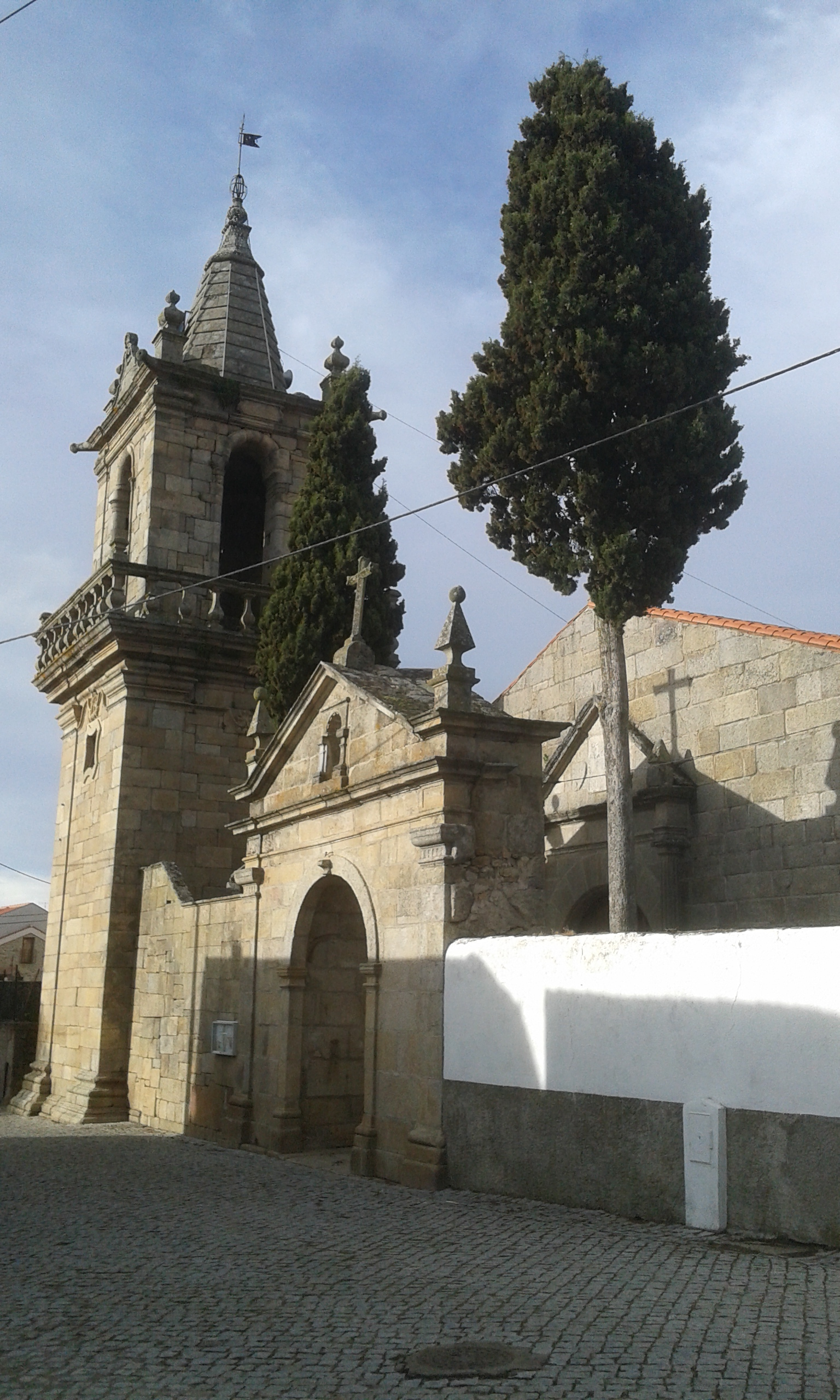
Igreja Matriz de São Miguel de Malhada Sorda

- Igreja Matriz de São Miguel de Malhada Sorda e Torre Sineira (Imóvel de Interesse Público desde 31 de Dezembro de 1997)
- Anta da Pedra de Anta (Imóvel de Interesse Público desde 8 de Outubro de 2015)

### Património Edificado
- Casa Quinhentista da Rua do Relógio, com Relógio de Sol
- Casa solarenga da Rua da Travessa, arquitetura urbana do séc. XVIII
- Casas de Balcão alpendrado, arquitetura popular dos séculos XVIII e XIX

### Património Religioso
- Santuário de Nossa Senhora da Ajuda e Convento dos Frades Descalços de Santo Agostinho
- Capelas de São Sebastião, Santo António e Santo Cristo
- Judiaria e Esnoga de Malhada Sorda
- Museu Padre José Pinto
- Alminhas da Malhada Sorda

### Património Arqueológico e Etnográfico
- Sepulturas escavadas na rocha no Verdugal, Moradios e Quadros
- Forno de olaria tradicional
- Muros de Alvenaria
- Moinho da Açude do Rio Côa, arquitetura rural do séc. XIX e XX
- Povoado da Malhada Balssa, do Proto-Histórico e Romano
- Povoado dos Verdugal e Moradios, do Proto-Histórico, Romano e Medieval

### Património Natural
- Sítio Classificado da Malcata
- Biótipo de Carvalho Negral na Zona do Carril
- Açude e Parque de Merendas do Rio Côa
- Paisagem natural no Carril
- Zonas altas do rio Côa

## Festas e Romarias
- Romaria – Nossa Senhora da Ajuda (5 a 9 de Setembro) - a maior Romaria da Diocese da Guarda, que atrai peregrinos ao Santuário de Nossa Senhora da Ajuda durante todo o ano
  - Eucaristia Dominical no Santuário de Nossa Senhora da Ajuda - todos os primeiros domingos de cada mês (salvo exceções de outras festas nessa data)
  - Festa da Assunção de Nossa Senhora - 15 de Agosto

- Festas

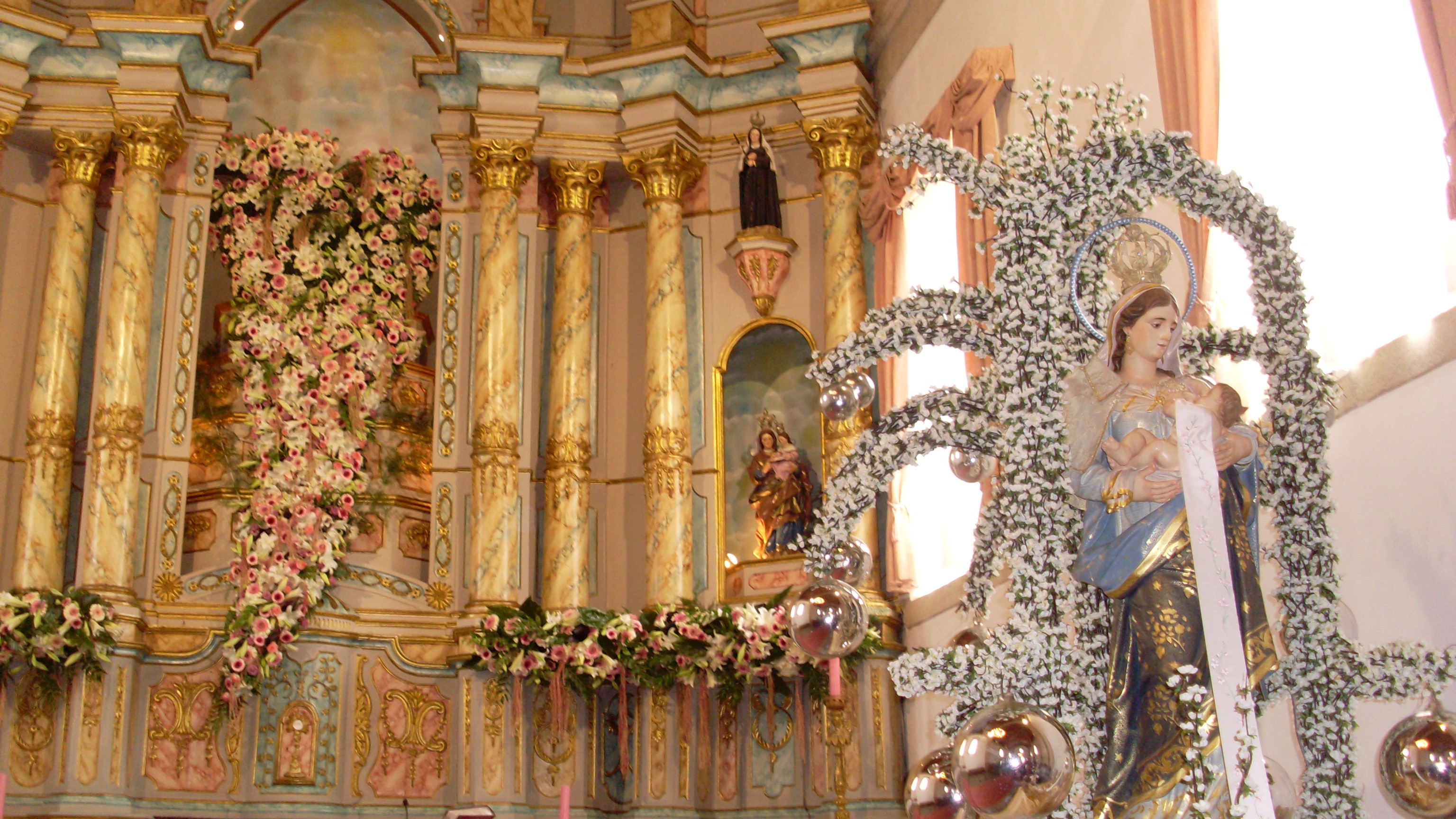
Altar e Imagem de Nossa Senhora da Ajuda

  - São Miguel (última segunda-feira de maio)
  - São Sebastião (domingo depois de 20 de janeiro)
  - Festa dos Solteiros e Divino Espírito Santo (Pentecostes)
  - Festa do Senhor (dia de Corpo de Deus)
- Cerimónias da Semana Santa

## Feiras
- Todos os terceiros domingos do mês.
- Feira anual - dia 7 de Setembro.